# Fábrica da Pólvora de Barcarena

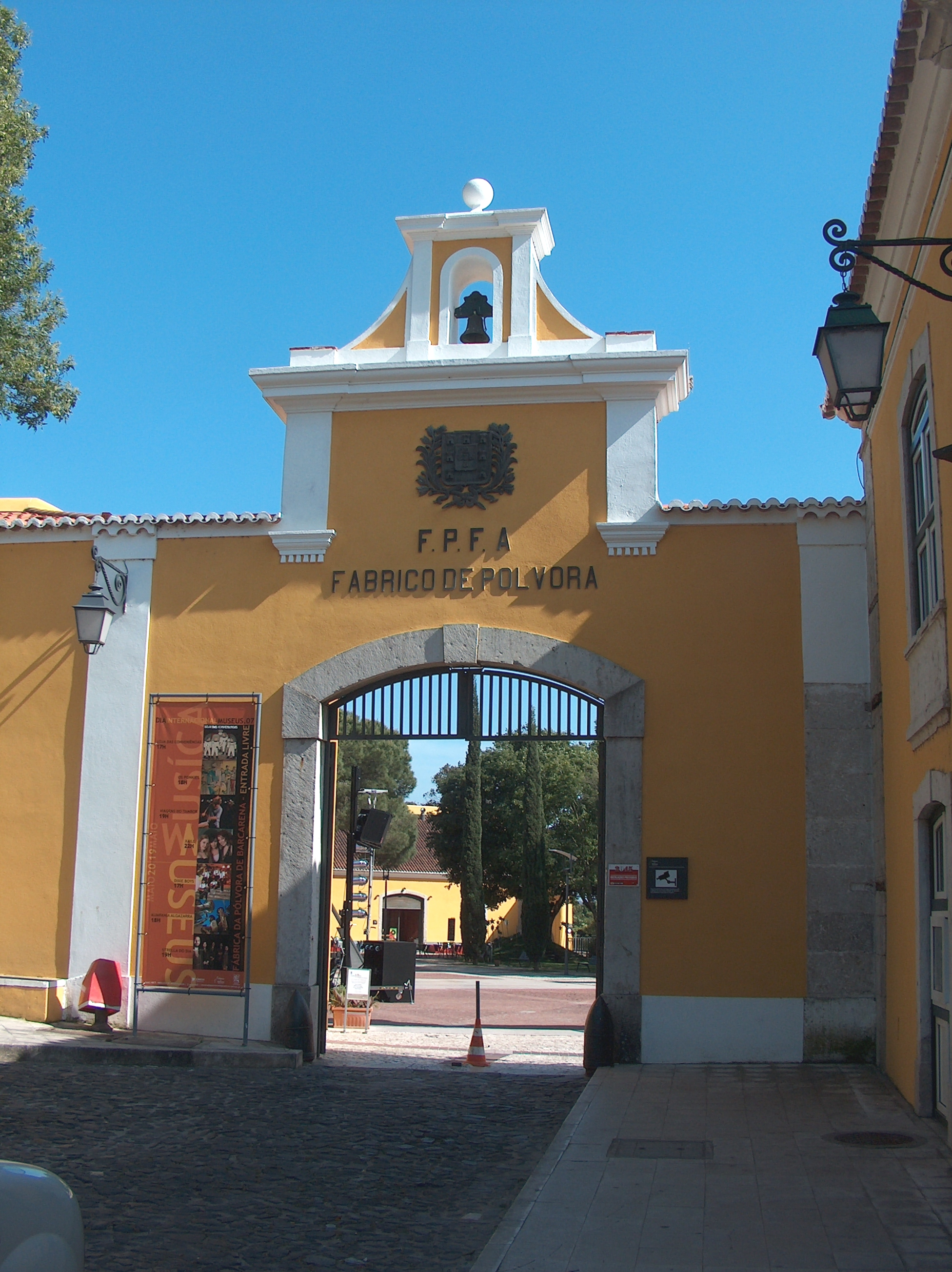
Entrada da Fábrica da Pólvora de Barcarena

A Fábrica da Pólvora de Barcarena é um parque e um dos grandes núcleos de cultura em Oeiras. A área em torno desta antiga fábrica de armamento destaca-se pelas atividades académicas, científicas e artísticas. Um espaço muito convidativo com as suas exposições e espaços de lazer.

## Localização
Encontra-se a aproximadamente 1500m da Estação de Massamá-Barcarena.

## Descrição
Pode-se considerar que esta fábrica estaria dividida em duas fábricas separadas pela Ribeira de Barcarena: a Fábrica de Baixo e a Fábrica de Cima. A referida ribeira foi de extrema importância para a fábrica, pois era dela que se extraía a água necessária à laboração. Composto por diversos edifícios dispersos por uma extensa área, onde podemos encontrar o Museu da Pólvora Negra, o Centro de Estudos Arqueológicos de Oeiras com várias exposições arqueológicas, o Centro de Experimentação Artística do Clube Português de Artes e Ideias com uma galeria de arte, os Viveiros Municipais, a Universidade Atlântica, e vários locais de lazer como restaurantes, bares com música ao vivo, jardins e locais preparados para espetáculos ao ar livre. Acolhe, entre outros eventos, o festival Sete Sois Sete Luas.

## História
Após Barcarena ter sido elevado a reguengo, foi criada esta fábrica de armamento. Funcionou no período compreendido entre 1540 e 1940. Recebeu o nome Companhia de Pólvora e demolições de Barcarena em 1951, altura do seu diretor Simon Armand Jonet (13.11.1902–29.01.1987).
A Câmara Municipal de Oeiras adquiriu a Fábrica da Pólvora em 1995. Atualmente, estando desativado o funcionamento da fábrica, o local foi transformado num núcleo de cultura. No seu interior, composto por diversos edifícios dispersos por uma extensa área, podemos encontrar o Museu da Pólvora Negra, uma galeria de arte e alguns locais de lazer, como restaurante, bar com música ao vivo, jardins e locais preparados para espetáculos ao ar livre. Também em 2003/2005 os seus exteriores foram utilizados para as gravações da serie juvenil Morangos Com Açúcar (TVI), durante as três primeiras series. Na Fábrica da Pólvora, foi comemorado o Dia Internacional dos Museus e a Noite dos Museus em 2007, com diversos espetáculos e ateliers  nas datas de 15 de Maio a 20 de Maio de 2007.